# Seyssuel
 Seyssuel  es una población y comuna francesa, en la región de Ródano-Alpes, departamento de Isère, en el distrito de Vienne y cantón de Vienne-Nord.

## Demografía
| 747 | 801 | 1194 | 1345 | 1696 | 1889 |
| Para los censos de 1962 a 1999 la población legal corresponde a la población sin duplicidades (Fuente: INSEE [Consultar]) |     |      |      |      |      |